# USS Adroit (1942)
USS Adroit (AM-82) was een Amerikaanse mijnenveger van de Adroitklasse. Het schip werd gebouwd bij de Amerikaanse scheepswerf Commercial Iron Works in Portland. Aan het eind van de oorlog werden de schepen van de Adroitklasse geherklasseerd als patrouillevaartuig. Na de herklassering werd de Adroit hernoemd tot PC 1586